# 光宝
光宝（Quang Bảo，1555年—1564年）是大越国莫朝宣宗莫福源的第三个年号，共计10年。
傳統越南歷史年表依據《大越史記全書》，將光寶起止時間定為1554年至1561年，共8年。《大越通史》記載為1554年至1564年，共11年。《重修灵感寺碑铭》提及“光寶三年丁巳”，則光寶元年為1555年。越南學者據丁克順《莫代碑文》（Văn bia thời Mạc）收錄的碑刻，訂正為1555年至1564年，共10年。

## 纪年
| 光宝 | 初年     | 2年      | 3年      | 4年      | 5年      | 6年      | 7年      | 8年      | 9年      | 10年     |
| 公历 | 1555年   | 1556年   | 1557年   | 1558年   | 1559年   | 1560年   | 1561年   | 1562年   | 1563年   | 1564年   |
| 干支 | 乙卯     | 丙辰     | 丁巳     | 戊午     | 己未     | 庚申     | 辛酉     | 壬戌     | 癸亥     | 甲子     |
| 黎朝 | 順平7年  | 順平8年  | 天祐元年 | 正治元年 | 正治2年  | 正治3年  | 正治4年  | 正治5年  | 正治6年  | 正治7年  |
| 明   | 嘉靖34年 | 嘉靖35年 | 嘉靖36年 | 嘉靖37年 | 嘉靖38年 | 嘉靖39年 | 嘉靖40年 | 嘉靖41年 | 嘉靖42年 | 嘉靖43年 |